# Luck Mervil
Luck Mervil, född den 20 oktober 1967 i Port-au-Prince, Haiti, är en kanadensisk sångare med haitiskt ursprung.

## Filmografi

### Filmer
- 2001: Betty Fisher et autres histoires
- 2004: Le Goût des jeunes filles (kompositör och skådespelare)
- 2004: C'est pas moi, c'est l'autre

### Television
- 1997: Sauve qui peut! (serie)
- 1999: Notre-Dame de Paris
- 2003: MixMania (VRAK.TV), programledare
- okänt år: Piment Fort (gäst)

## Fotnoter
1. ↑  Internet Movie Database, IMDb-ID: nm0581660co0047972, läst: 17 oktober 2015.[källa från Wikidata]
2. ↑  Internet Movie Database, IMDb-ID: nm0581660co0047972, läst: 18 juni 2019.[källa från Wikidata]